# Montagu Christie Butler
Montagu Christie Butler (Londra, 25 gennaio 1884 – 5 maggio 1970) è stato un musicista ed esperantista britannico.
Vinse numerosi premi presso la Royal Academy of Music di Londra: era infatti un arpista e un versatile insegnante di musica, in grado di suonare diversi strumenti, oltre che docente di composizione musicale.
Fu un quacchero e un vegetariano. Nel 1905 apprese l'esperanto; da quel momento iniziò ad insegnarlo ai suoi studenti, e fu fra i primi a guadagnare una padronanza totale della lingua. Butler entrò a far parte del Lingva Komitato, l'organismo allora preposto a sovrintendere all'evoluzione della lingua (il ruolo è oggi svolto dalla Akademio de Esperanto). Dal 1916 al 1934 fu segretario della Brita Esperanto-Asocio.

## Opere
Butler curò due antologie di rilievo in lingua esperanto: Esperanta Kantaro, contenente 358 canzoni in lingua, ed Esperanta Himnaro, che raccoglieva 212 inni. Pubblicò inoltre un dizionario esperanto-inglese, nonché un libro di testo, Step by Step in Esperanto, che godette di particolare successo.
La collezione di libri ed opere in esperanto che raccolse durante la sua vita forma oggi il nucleo principale della biblioteca Montagu Christie Butler, una delle maggiori biblioteche di esperanto al mondo per numero di volumi, e la prima del Regno Unito.